# Pietro Alighieri

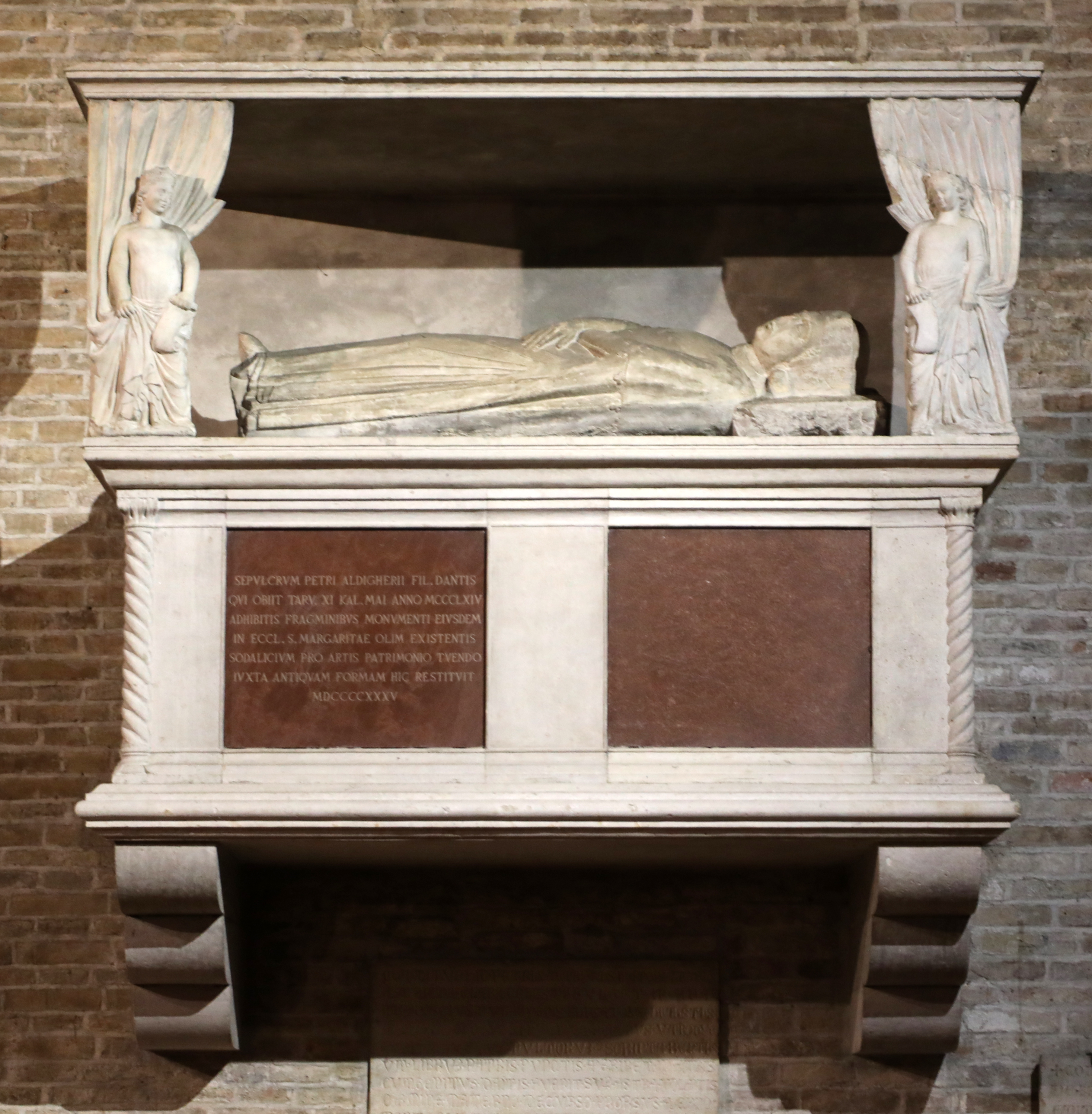
Tumba de Pietro Alighieri en San Francesco, Treviso

Pietro Alighieri (Florencia, 1300-Treviso, 21 de abril de 1364) fue un magistrado y crítico literario italiano, conocido por haber sido hijo de Dante Alighieri y Gemma Donati.

## Biografía
Primogénito  o segundo  hijo de Dante, en 1315 fue exiliado con su padre (obviamente ya desterrado de Florencia) y su hermano Jacopo al llegar a la edad adulta. Los dos hermanos siguieron, por tanto, a su padre en sus andanzas, primero a Verona, donde su progenitor estaba protegido por el señor de la ciudad, Cangrande I della Scala, y luego a Rávena, ciudad donde Dante encontró protección en el señor de la ciudad Guido Novello da Polenta y donde Pietro había obtenido algunos beneficios eclesiásticos.

### Vida posterior

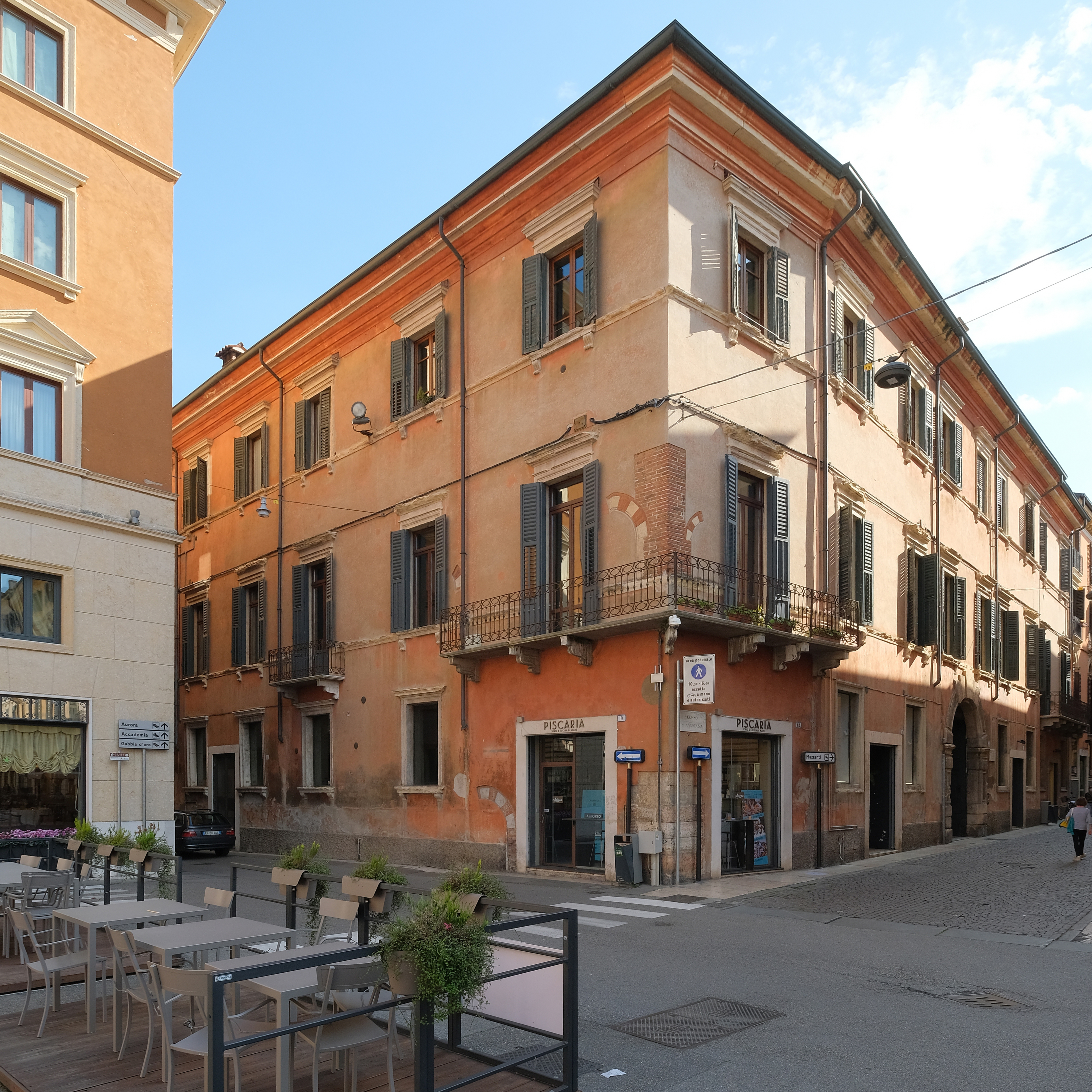
Verona, Palacio Bevilacqua

En 1322, tras la muerte de su padre, pudo regresar a Florencia, donde encontró en dificultades la situación económica de la familia, Por ello, en 1323 quiso estudiar Derecho en Bolonia (financiado por Cangrande della Scala), donde obtuvo el doctorado y donde conoció a Petrarca, que era su amigo. Al no haberse beneficiado de la amnistía para aquellos que habían sido culpables de crímenes políticos (a diferencia de su hermano Jacopo), Pietro decidió, en 1331  no volver nunca más a Florencia y establecerse definitivamente en Verona, en el Palacio Bevilacqua desde donde asistió a la ruptura de las relaciones con su tío, Francesco di Alighiero II, a raíz de rivalidades testamentarias, y donde de 1332 a 1347 se le recuerda primero como delegado del Podestà de Verona; luego como juez. Hacia 1335 se casó con Iacopa di Dolcetto de Salerni, quien le dio tres hijas, Alighiera, Gemma y Lucia, que tomaron votos como monjas benedictinas en S. Michele in Campagna (Una ermita) ; y un hijo, Dante II Alighieri en honor a su padre, nacido hacia 1349. Tuvo un quinto hijo ilegítimo, Bernardo. También durante el período veronés, Pietro también compró propiedades en los alrededores de Verona, como en Gargagnago en Valpolicella, residencia de la familia Alighieri en los siglos siguientes  Estaba también en Vicenza, con el rango de vicario del alcalde Bernardo Canaccio degli Scannabecchi que había sido autor del epitafio Iura Monarchiae de la tumba de Dante 

### La voluntad y la muerte.
Pietro, ya anciano, se trasladó luego a Treviso, donde estipuló su testamento el 21 de febrero de 1364, cuyo contenido es aproximadamente el siguiente:

Nel suo testamento si ricordò l'Alighieri della patria, avendo lasciato alla Compagnia di Orsanmichele la sua casa posta sulla piazzetta di San Martino; e da questo atto si rileva che Iacopa sua moglie, morta nel 1358, a quanto risulta dai necrologi veronesi, fu figlia di un messer Dolcetto dei Salerni di santa Cecilia, avendo nominati tutori ai suoi figli Giovanni e Pietro fratelli di lei, ed esecutori dell'ultima sua volontà Pietro e Tommaso di Tano Pantaleoni suoi nipoti di sorella

Dante e il suo secolo
p. 72

"En su testamento recordó a Alighieri de su tierra natal, habiendo dejado su casa ubicada en la pequeña plaza de San Martino, a la Compañía de Orsanmichele y de esta escritura se observa que su esposa Iacopa, que murió en 1358, como aparece en el obituario veronés era hija de Messer Dolcetto dei Salerni de Santa Cecilia, habiendo designado tutores para sus hijos Giovanni y los hermanos Pietro, de ella, y albaceas de su última voluntad Pietro y Tommaso di Tano Pantaleoni, sobrinos de su hermana"
El hijo de Dante murió exactamente dos meses después en la misma ciudad, es decir, el 21 de abril de 1364. Había ido a Las Marcas, según algunos, «para salvar sus depósitos de la quiebra de los Agolanti, banqueros florentinos». Habiendo celebrado su funeral el 29 de abril, Pietro Alighieri «fue enterrado en el claustro del convento de Santa Margarita », donde Zilberto Santi de Venecia le erigió un monumento del que no quedó rastro alguno en la época en que se publicó el libro Dante y su siglo, es decir, 1865. Posteriormente se encontraron las distintas partes de la tumba y en 1935 los restos de Pedro fueron trasladados a la iglesia de San Francisco de Treviso, donde aún descansan 

## Obras

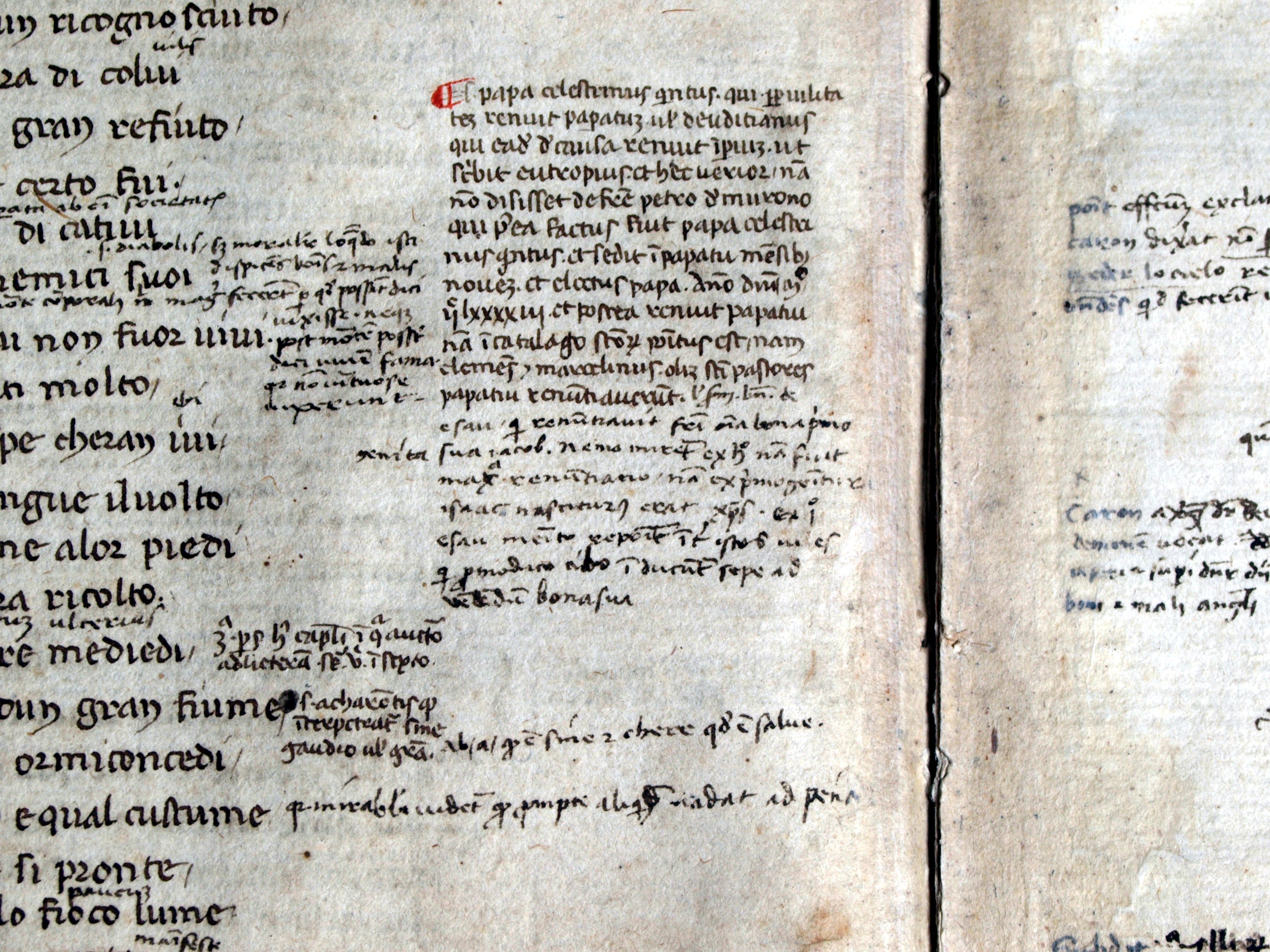
Glosa de Pietro Alighieri sobre un manuscrito de la Comedia conservado en la Biblioteca Montecassino. La nota habla del Papa Celestino V.

La producción de Pietro, además de las rimas y canciones que compuso, gira principalmente en torno a la actividad exegética de la producción literaria de su padre. Por tanto, la producción del hijo de Dante se puede dividir en dos vertientes:
- La exegética, representada por el Petri Aligherii super Dantis ipsius genitoris Comoediam commentarium, escrito después de 1347 y conservado en veinte códigos.[4] En su comentario Pietro ilustró los puntos oscuros, los significados alegóricos, filosóficos y poéticos de la Comedia, explicando que Dante quería competir con los antiguos, y al imitarlos tenía la dignidad de un poeta clásico. En esencia, según Francesco Mazzoni : «el Comentarium es el más importante que la exégesis del antiguo Dante pudo dedicar a la Comedia » [4]
- La poética, en la que Pietro se mueve en la línea del estilnovismo de Dante produciendo diversas rimas y canciones.[4] El corpus poético está compuesto también por canciones de carácter doctrinal y político: en una se intenta defender al padre de la acusación de heterodoxia;[1] en otro, se espera la concordia entre el Papa Juan XXII y Luis el Bávaro ; en otro, se reza a Dios para que conceda la paz a Italia [4] siguiendo así la tendencia "política" del De Monarchia de Dante y los "canti sesti" de la Comedia, así como algunas de sus Epístolas .

## Nota
1. 1 2 3 4 5  (D'Addario,).
2. ↑  (Mazzoni,) e (Pietro Alighieri,)
3. 1 2 3  (D'Addario,) e (Mazzoni,)
4. 1 2 3 4 5 6 7 8  (Mazzoni,).
5. 1 2  (Renda-Operti, p. 45).
6. ↑  (Dante e il suo secolo, p. 70).
7. ↑  (D'Addario, Francesco Alighieri,).
8. ↑  (Cavattoni, p. 348; p. 350-351).
9. ↑  (Cavattoni, p. 353).
10. ↑  (D'Addario,); (Mazzoni,) ricorda anche «Elisabetta, Antonia» come ulteriori figlie; (Piattoli,)
11. ↑  (Dante e il suo secolo, p. 71).

## Otros proyectos
- Wikisource contiene una página dedicada a Pietro Alighieri
- Wikimedia Commons contiene imágenes u otros datos de Pietro Alighieri

- Datos: Q3903630
- Multimedia: Pietro Alighieri / Q3903630